# Giro di Romagna 1964
Il Giro di Romagna 1964, quarantesima edizione della corsa, si svolse il 2 agosto 1964 su un percorso di 287 km. La vittoria fu appannaggio dell'italiano Adriano Durante, che completò il percorso in 7h51'40", precedendo i connazionali Franco Bitossi e Marcello Mugnaini.

## Ordine d'arrivo (Top 10)
| Pos. | Corridore         | Squadra             | Tempo    |
| ---- | ----------------- | ------------------- | -------- |
| 1    | Adriano Durante   | Legnano             | 7h51'40" |
| 2    | Franco Bitossi    | Springoil-Fuchs     | s.t.     |
| 3    | Marcello Mugnaini | Lygie               | s.t.     |
| 4    | Arnaldo Pambianco | Salvarani           | s.t.     |
| 5    | Bruno Mealli      | Cynar               | s.t.     |
| 6    | Franco Balmamion  | Cynar               | s.t.     |
| 7    | Antonio Bailetti  | Carpano             | a 6'22"  |
| 8    | Franco Cribiori   | Gazzola             | s.t.     |
| 9    | Italo Zilioli     | Carpano             | s.t.     |
| 10   | Silvio Boni       | V.C. Settimese-Ulla | a 9'28"  |